# Katekismus for den Katolske Kirke
Katekismus for den Katolske Kirke (forkortet KKK) er en katekismus over den katolske kirkes lære. Den findes på hovedsprogene på Vatikanets hjemmeside. Den udkom i 1992 på fransk, og en dansk oversættelse udkom i 2006.
Den katolske katekismus samler troslæren Arkiveret 1. juni 2019 hos  Wayback Machine som den forkyndes i den den katolske kirke. Troslæren bygger på Jesu ord, traditionen, helgerne, kirkefædrene, pavelige rundskrivelser og koncilsdokumenter.